# Agamotto
Agamotto es un personaje ficticio que aparece en los cómics estadounidenses publicados por Marvel Comics. Creado por el escritor Stan Lee y el artista Steve Ditko, el personaje apareció por primera vez en Marvel Premiere #5, publicado en 1972. Es la fuente del Ojo de Agamotto, una herramienta de clarividencia mágica utilizada por el superhéroe hechicero Doctor Strange.

## Historia de publicación
En un prefacio a la historia de Doctor Strange en El Origen de Marvel Comics, el cocreador Stan Lee explicó que, si bien muchos asumían que dichos nombres eran alusiones distorsionadas a la terminología espiritual del mundo real, él simplemente los inventó. En griego moderno, el nombre de Agamotto se translitera con vocales ligeramente diferentes para evitar que parezca una frase vulgar. 
El personaje aparece en Marvel Premiere #5 (noviembre de 1972), #8 (mayo de 1973), Doctor Strange #1 (junio de 1974), #5 (diciembre de 1974), Marvel Team-Up #77 (enero de 1979), Doctor Strange, Sorcerer Supreme #6-7 (agosto-septiembre de 1989), #32 (agosto de 1991), #43 (julio de 1992), #48-50 (diciembre de 1992-febrero de 1993), #54 (junio de 1993), #72 (diciembre de 1994), y Secret Defenders #25 (marzo de 1995).
Agamotto apareció como parte de la entrada "Vishanti" en el Manual Oficial de la Actualización del Universo Marvel '89 #8.

## Biografía ficticia del personaje
Junto con Oshtur y Hoggoth, Agamotto es uno de los tres Vishantis eternos y una de las entidades místicas más poderosas del Universo Marvel. Los Vishanti otorgan conocimientos místicos y poder a los hechiceros que invocan sus nombres en hechizos y son los principales defensores de Doctor Strange, el Hechicero Supremo de la Tierra.
Se sabe poco más de Agamotto que de sus compañeros Vishanti. Se sabe que existió durante la infancia de la Tierra, es descendiente de Oshtur y posee suficiente poder en su reino para derrotar a Galactus.
Según algunos relatos, Agamotto fue el primer Hechicero Supremo de la Tierra, con suficiente poder y habilidad para luchar contra el poderoso demonio Dormammu.Esto probablemente significa que Agamotto ayudó a proteger la Tierra del mal antes de que se pudiera establecer un Hechicero Supremo nativo. Es probable que debido a esto Agamotto decidiera donar muchos artículos de su poder al Hechicero Supremo del Universo Marvel, ya que sentía una conexión especial con ese reino. Entre estos artículos se encuentran al menos dos versiones del Ojo de Agamotto, el Orbe de Agamotto y el Libro de los Vishanti.Agamotto también creó la Piedra Moebius, un objeto místico que podía manipular el tiempo, resucitar a los muertos y absorber la fuerza vital de otros. Sin embargo, el Doctor Druid destruyó la Piedra porque sintió que era demasiado poderosa para caer en las manos equivocadas. Además, la familia Minoru ha hecho referencia al uso de la Columna Vertebral de Agamotto para instalar de alguna manera a personas como gobernadores; El Oráculo de Agamotto también se usó brevemente como dispositivo de respaldo cuando el Orbe se hizo añicos y antes de que Clea Strange lo reparara místicamente. 
A Agamotto se le conoce como el "Que todo lo ve" y, al parecer, ha pasado su vida observando los acontecimientos del multiverso desde la dimensión en la que reside. Es conocido por mostrar cierta apatía ante la destrucción de cualquier universo, ya que cada uno es solo uno de los muchos que le gusta seguir. A menudo, este tipo de comportamiento forma parte de una actuación que finge: ha fingido ser indiferente o incluso hostil a Strange antes, solo para enseñarle o motivarlo. Los Vishanti se sienten responsables de la seguridad de todos los universos, pero en al menos una ocasión, los otros Vishanti interfirieron porque percibieron que Agamotto era egoísta. En otras ocasiones, Agamotto decidió advertir a Strange, a pesar de que los otros Vishanti sintieron que los había traicionado. A pesar del carácter feroz e indiferente de Agamotto, es evidente que los Vishanti son mucho más proclives a contribuir al bien que otros seres casi omnipotentes. 
Agamotto es una entidad incorpórea que nació de Oshtur hace decenas de millones de años. El puede adoptar cualquier forma, pero a menudo aparece como un león, un tigre o una gran oruga, inspirada en la Oruga de Alicia en el país de las maravillas.Cuando aparece como la oruga, Agamotto suele actuar de forma informal, incluso superficial, mientras que como parte de los Vishanti adopta una personalidad más seria y formal. 
Cuando el Doctor Strange usó el Orbe de Agamotto tras ser mortalmente herido por su enemigo, Daga Plateada, fue atraído a través del Orbe al reino de Agamotto. Esta fue la primera vez que Strange se encontró con Agamotto sin los otros dos Vishanti y bajo su apariencia de oruga. Por razones propias, Agamotto no reveló su verdadera identidad a Strange durante este encuentro, sino que jugó con él antes de revelarle cómo salir del reino. Strange siguió las instrucciones de Agamotto y volvió a la vida, luego derrotó a Daga Plateada y lo encarceló en el reino de Agamotto. Strange regresó más tarde al reino de Agamotto para escapar de su encarcelamiento en la dimensión de Mephisto. Esta vez, la Oruga le reveló a Strange que en realidad era Agamotto, pero insistió en que Strange permaneciera allí como su compañero. Aunque Strange explicó su necesidad de irse para salvar el alma de su amiga Sara Wolfe, Agamotto se negó a dejarlo ir. Los intentos de Strange por abrirse paso a la fuerza contra Agamotto fueron infructuosos hasta que amenazó con destruir su pipa de agua. Agamotto accedió a que Strange abandonara su dimensión a cambio de la pipa. Además, Agamotto reveló que había rescatado en secreto los talismanes místicos de Strange, incluyendo el Libro de los Vishanti, los Pergaminos de Watoomb y el Orbe de Agamotto, que Strange creía destruidos en su batalla contra el hechicero alienígena Urthona. Tras devolver los talismanes, Agamotto le dio una pista críptica sobre el conflicto entre Mefisto y Satannish, que Strange interpretó con éxito y utilizó para derrotar a los dos demonios. Cuando Strange usó el Ojo que Todo lo Ve para ayudar a Galactus durante la llamada Guerra del Infinito, Agamotto se opuso y decidió confiscar los objetos mágicos que había potenciado. Tras seguir el Ojo hasta la dimensión de bolsillo de su amo, Strange intentó convencer a Agamotto para que les permitiera usar su Ojo. Cuando Agamotto se negó a ceder, Galactus llegó e intentó tomar el talismán. Agamotto se transformó en una oruga monstruosa y atacó a Galactus hasta que Oshtur y Hoggoth aparecieron y lo reprendieron. Agamotto, a regañadientes, devolvió el Ojo, el Orbe y el Amuleto Menor a Strange. Cuando aparece como parte de los Vishanti, Agamotto actúa con la misma solemnidad que Hoggoth y Oshtur. Sin embargo, en su dimensión de bolsillo, el comportamiento de Agamotto es bastante errático. Puede ser desinteresado o protector; se comporta con amabilidad en un momento y con crueldad al siguiente. Agamotto puede estar continuamente interpretando papeles en sus encuentros con Strange para poner a prueba su habilidad y determinación.
Sin embargo, Agamotto aparentemente ha otorgado su poder a seres como la familia Minoru o Witchfire. 
Cuando el Doctor Strange y Daimon Hellstrom son poseídos por una entidad demoníaca no especificada, intentan reclamar el Ojo del Doctor Vudú, haciendo que se teletransporte a la Mansión de los Vengadores. Luke Cage toca el objeto y muta en una versión monstruosa de sí mismo,la entidad que lo ha poseído posteriormente "salta" a Iron Fist, quien luego se teletransporta con el Ojo, lo que desencadena una grieta en el cielo que Strange afirma que significa el fin de todo.Mientras Los Vengadores luchan contra los demonios en la Tierra, Iron Fist se encuentra en un vacío blanco donde se encuentra con el Anciano, quien afirma que es responsable de la invasión actual debido a su enojo por los recientes "fracasos" de Strange.Cuando Iron Fist regresa a la Tierra, afirma que el Anciano le ha dicho que Strange robó el Ojo en lugar de que su maestro se lo diera, desafiando a Strange a admitir la verdad.Al notar que tal afirmación contradice lo que el Anciano le enseñó sobre el Ojo, Strange se da cuenta de que la entidad a la que se enfrentan es Agamotto, que busca reclamar su Ojo.El grupo intenta derrotar a Agamotto empoderando a Wolverine para que sirva como su avatar, no tienen éxito, y Voodoo se sacrifica para desterrar a Agamotto de la Tierra.
En Avengers 1,000,000 B.C., se revela que Agamotto fue parte de una versión antigua de los Vengadores.

## Poderes y Habilidades
Agamotto puede irradiar una poderosa luz mística que le permite ver a través de disfraces e ilusiones, prever eventos pasados y rastrear seres etéreos y corpóreos mediante sus emisiones psíquicas o mágicas. Agamotto puede debilitar a diversos seres místicos malignos, como demonios, diablos, no muertos, entidades extradimensionales oscuras e incluso a practicantes humanos de las Artes Oscuras lo suficientemente corruptos. Agamotto puede sondear las mentes de otros, proyectar un poderoso escudo místico y crear portales a otras dimensiones. Agamotto también puede colocar seres en animación suspendida y levitar objetos con mínimo esfuerzo. Agamotto también puede transportar a un grupo de docenas de seres de todo tipo y nivel de poder a otro punto dentro de un universo.

## En otros medios
Agamotto aparece en el episodio de dos partes de Avengers: Secret Wars, "The Eye of Agamotto", con la voz de Corey Burton.Esta versión fue desterrado de la Tierra después de ser corrompido por el poder, con su ojo derecho removido y transformado en el Ojo de Agamotto. Después de que abandonó el portal de la otra dimensión que rodea al Barón Mordo y destruye el talismán de Kaluu, el encuentra al Capitán América, a la Pantera Negra y a Shuri cuando le dice que lo lleve con el Doctor Strange. Después de que Capitán América y Pantera Negra lo llevaron a la sede de los Vengadores, el Doctor Strange les dice a los Vengadores que Agamotto es un malvado hechicero y planea recuperar el Ojo de Agamotto y limpiar toda la Tierra de su caos. Usando las sombras del Capitán América, Pantera Negra, Hawkeye y Ms. Marvel para convertirlos en títeres oscuros, Agamotto les hace atacar al Doctor Strange y Bruce Banner mientras escapan. En la isla donde fue liberado, se enfrenta a Hulk al ser dueño del Ojo de Agamotto hasta que es derrotado por él y el Doctor Strange, quien usa un portal para encerrarlo para siempre cuando la isla se hunde.